# High Fidelity (série de televisão)
High Fidelity é uma série de televisão de comédia romântica americana, baseada no romance homônimo de Nick Hornby de 1995, que estreou no Hulu em 14 de fevereiro de 2020. Em agosto de 2020, a série foi cancelada após uma temporada.

## Premissa
High Fidelity segue "a maior fã de música, a dona de uma loja de discos obcecada pela cultura pop e pelas listas dos cinco melhores" no bairro de Crown Heights, Brooklyn.

## Elenco e personagens

### Principais
- Zoë Kravitz como Rob,[4][5] a dona da Championship Vinyl que luta contra uma vida inteira de relacionamentos fracassados.
- Jake Lacy como Clyde[5]
- Da'Vine Joy Randolph como Cherise,[5] uma funcionária da Championship Vinyl e uma das melhores amigas de Rob.
- David H. Holmes como Simon,[5] um funcionário da Championship Vinyl e outro melhor amigo de Rob, que também é a história de coração partido de Rob #3.

### Recorrente
- Kingsley Ben-Adir como Russell "Mac" McCormack, o mais recente ex-namorado de Rob que partiu seu coração e também é a história de coração partido #5.
- Rainbow Sun Francks como Cameron Brooks, irmão de Rob.
- Nadine Malouf como Nikki Brooks, esposa grávida de Cameron e cunhada de Rob.
- Edmund Donovan como Blake.

### Convidados
- Parker Posey como Noreen Parker, uma artista do Upper West que quer vender a coleção de vinis de seu marido.
- Clark Furlong como Kevin Bannister, a história de coração partido de Rob #1 quando ela estava no ensino médio.
- Ivanna Sakhno como Kat Monroe, a história de coração partido de Rob #2.
- Justin Silver como Justin Kitt, a história de coração partido de Rob #4.
- Thomas Doherty como Liam Shawcross, um jovem músico escocês.
- Jack Antonoff como ele mesmo.
- Debbie Harry como ela mesma.

## Episódios
| N.º | Título                                                               | Dirigido por                | Escrito por                                  | Exibição original       |
| --- | -------------------------------------------------------------------- | --------------------------- | -------------------------------------------- | ----------------------- |
| 1   | "Top Five Heartbreaks" "(Top Cinco Mágoas)" (BR)                     | Jesse Peretz Jeffrey Reiner | Veronica West & Sarah Kucserka               | 14 de fevereiro de 2020 |
| 2   | "Track 2" "(Faixa 2)" (BR)                                           | Jeffrey Reiner              | Veronica West & Sarah Kucserka               | 14 de fevereiro de 2020 |
| 3   | "What F*cking Lily Girl?" "(Que Maldita Lily é Essa?)" (BR)          | Jeffrey Reiner              | Josh Koenigsberg                             | 14 de fevereiro de 2020 |
| 4   | "Good Luck and Goodbye" "(Boa Sorte e Adeus)" (BR)                   | Andrew DeYoung              | Eli Wilson Pelton                            | 14 de fevereiro de 2020 |
| 5   | "Uptown" "(Uptown)" (BR)                                             | Jeffrey Reiner              | E.T. Feigenbaum & Zoë Kravitz                | 14 de fevereiro de 2020 |
| 6   | "Weird...But Warm" "(Esquisito...Mas Acontece)" (BR)                 | Natasha Lyonne              | Celeste Hughey                               | 14 de fevereiro de 2020 |
| 7   | "Me Time" "(Um Tempo Pra Mim)" (BR)                                  | Jeffrey Reiner              | Franklin Hardy                               | 14 de fevereiro de 2020 |
| 8   | "Ballad of the Lonesome Loser" "(Balada do Perdedor Solitário)" (BR) | Jeffrey Reiner              | Solomon Georgio                              | 14 de fevereiro de 2020 |
| 9   | "Fun Rob" "(Rob Divertida)" (BR)                                     | Chioke Nassor               | Veronica West Sarah Kucserka Leigh Ann Biety | 14 de fevereiro de 2020 |
| 10  | "The Other Side of the Rock" "(O Outro Lado do Disco)" (BR)          | Jeffrey Reiner              | Veronica West                                | 14 de fevereiro de 2020 |

## Produção

### Desenvolvimento
Em 5 de abril de 2018, foi anunciado que a Disney estava desenvolvendo uma adaptação para a série de televisão do filme Alta Fidelidade de 2000 a ser escrito por Veronica West e Sarah Kucserka com a intenção de distribuí-lo por meio de seu futuro serviço de streaming ainda sem nome, agora conhecido como  Disney+. As produtoras envolvidas na série deveriam consistir na Midnight Radio e na ABC Signature Studios. Em 24 de setembro de 2018, foi anunciado que a Disney havia dado à produção um pedido de série para uma primeira temporada consistindo de dez episódios. Esperava-se que os produtores executivos incluíssem West, Kucserka, Josh Appelbaum, André Nemec, Jeff Pinkner, Scott Rosenberg e Zoë Kravitz. Em 9 de abril de 2019, foi anunciado que a série foi movida do Disney+ para o Hulu. Em julho de 2019, durante uma entrevista, Natasha Lyonne revelou que estava dirigindo um episódio de High Fidelity. Em 5 de agosto de 2020, o Hulu cancelou a série após uma temporada.

### Elenco
Junto com o anúncio do pedido da série, foi confirmado que Zoë Kravitz, cuja mãe Lisa Bonet apareceu na adaptação para o cinema de 2000, está marcada para estrelar a série. Em 22 de abril de 2019, foi anunciado que Jake Lacy havia sido escalado como um personagem regular da série. Em 17 de maio de 2019, foi relatado que Da'Vine Joy Randolph e David Holmes haviam se juntado ao elenco principal. No mesmo mês, Kingsley Ben-Adir foi escalado para um papel de ator convidado.

### Filmagem
A filmagem principal começou por volta de julho de 2019 no Brooklyn.

## Lançamento

### Transmissão
High Fidelity estreou em 14 de fevereiro de 2020. Os três primeiros episódios também foram ao ar em 16 de março de 2020, na Freeform. Internacionalmente, a série estreou em 21 de fevereiro de 2020, no Canadá no Starz e em 1 de maio de 2020, na Austrália no ABC iview e ABC Comedy.

### Marketing
O primeiro conjunto de imagens foi lançado no final de outubro de 2019 com o anúncio da data de estreia da série. O teaser trailer da série foi lançado em 20 de dezembro de 2019.

## Recepção
No site do agregador de críticas Rotten Tomatoes, a série detém uma taxa de aprovação de 86% com 70 resenhas, com uma classificação média de 7,79/10. O consenso crítico do site afirma: "Embora pule a batida ocasional, a nova abordagem de High Fidelity em uma faixa familiar é tão espirituosa quanto emocionalmente carregada, dando à charmosa e mesquinha Zoë Kravitz muito espaço para brilhar." No Metacritic, tem uma pontuação média ponderada de 70 em 100, com base em 28 críticos, indicando "avaliações geralmente favoráveis".